# Berg
För andra betydelser, se Berg (olika betydelser).

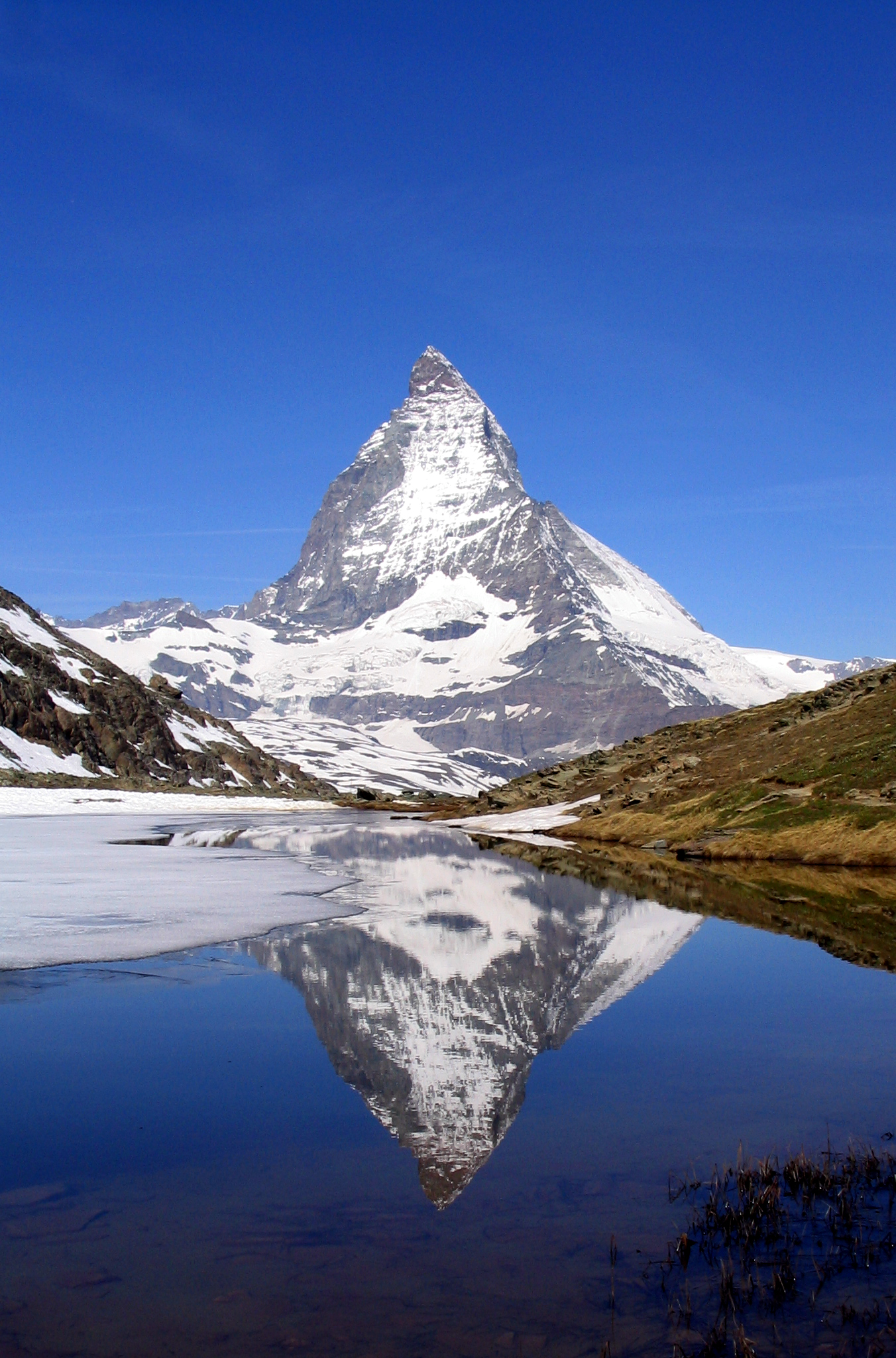
Matterhorn på gränsen mellan Schweiz och Italien.

Ett berg är en geografisk plats som höjer sig över sin omgivning. De kan variera i höjd från några tiotal meter till flera tusen meter. Ordet används framförallt om delar av bergskedjor. Många andra höjdbeteckningar används i namn på berg i svenskan, till exempel fjäll, hög, vål, stöt, hammare, berg, kläpp och klump.
Berg bildas som ett resultat av jordens uppbyggande (tektonik, vulkanism) och nedbrytande (erosion) processer, vilket medför att de flesta berg finns längs med gränserna för nuvarande eller tidigare plattgränser. När större berggrundspartier höjs upp och långsamt formas genom nedbrytning bildas bergskedjor och bergsmassiv.
Större delen av jordens berg finns på havsbotten. På land upptar bergen 24 procent av ytan: 52 procent av Asien, 25 procent av Europa, 3 procent av Afrika, 17 procent av Australien, 36 procent av Nordamerika och 22 procent av Sydamerika.

## Karakteristik
Bergens höjder gör att topparna kan ligga i högre, kallare lager i atmosfären. De drabbas ofta av glaciärbildning och erosion genom frost. Det är detta som skapar bergens pyramidform. Vissa berg har glaciärsjöar, som skapas av smältande glaciärer, dessa är vanliga i Bhutan, där finns omkring 3000 glaciärsjöar.
Höga berg har ofta ett väldigt skilt klimat på toppen jämfört med vid foten av berget, vilket gör att djur- och växtliv kan skilja sig åt vid olika höjder. En viss växt kan exempelvis bara växa vid en viss höjd, varken över eller under, vilket ofta leder till att unika arter förekommer på bergssidor. Extrema fall kallas himmelsöar. Molnskogar är skogar på bergssluttningar som attraherar fukt från luften, vilket skapar ett unikt ekosystem.
Berg lämpar sig normalt inte för mänsklig bosättning, då vädret är hårt, tillgången på föda är dålig och det oftast inte finns några möjligheter för jordbruk. Vid mycket höga höjder är det dessutom mindre syre i luften, och sämre skydd mot ultraviolett strålning. Höjdsjuka drabbar mer än hälften av alla lågländare som tillbringar mer än ett par timmar på en höjd över 3 500 meter. Även om folk som länge bott på höga höjder anpassat sig, är nyfödda i genomsnitt 100 gram lättare per 1000 meter högre över havet.
De flesta av världens berg bibehåller sin naturliga form. Detta tillsammans med den utsikt de ofta erbjuder gör att bergsklättring blir allt mer populärt. Även alpin skidsport utförs på berg.

## Höjder
Bergshöjder definieras ofta i meter över havet, där havet syftar på medelhavsnivån. Himalaya står i genomsnitt 5 000 meter över havet, Anderna 4 000, och de flesta andra bergskedjor mellan 2 000 och 2 500 meter över havet.
Det vedertagna sättet att jämföra berg är att mäta avståndet från den genomsnittliga havsytan till bergets topp. Mäter man på detta sätt är Mount Everest högst med sina 8 848 meter över havet. Mäter man däremot från bergets fot till dess topp är Mauna Kea på Hawaii högst, som från foten (på havsbotten) till toppen är 10 203 meter högt, (men bara 4 205 meter över havet). Om man mäter från jordens medelpunkt är Chimborazo i Ecuador högst. Chimborazo är visserligen bara 6 272 meter över havet, men på grund av jordens ovalitet är denna bergstopp den plats som befinner sig längst bort från medelpunkten, och är med detta sätt att mäta cirka 2 100 meter högre än Mount Everest.
Det högsta kända berget i Solsystemet är Olympus Mons. Det står på Mars och är omkring 27 000 meter högt räknat från basen.

### Världens högsta berg
Det finns 14 berg i världen som är 8 000 meter över havet eller högre.
| Nr  | Berg          | Land          | Höjd    | Bild |
| --- | ------------- | ------------- | ------- | ---- |
| 1.  | Mount Everest | Nepal/Kina    | 8 848 m |      |
| 2.  | K2            | Pakistan/Kina | 8 611 m |      |
| 3.  | Kangchenjunga | Nepal/Indien  | 8 586 m |      |
| 4.  | Lhotse        | Nepal         | 8 516 m |      |
| 5.  | Makalu        | Nepal         | 8 463 m |      |
| 6.  | Cho Oyu       | Nepal         | 8 201 m |      |
| 7.  | Dhaulagiri    | Nepal         | 8 167 m |      |
| 8.  | Manaslu       | Nepal         | 8 163 m |      |
| 9.  | Nanga Parbat  | Pakistan      | 8 125 m |      |
| 10. | Annapurna     | Nepal         | 8 091 m |      |
| 11. | Gasherbrum I  | Pakistan/Kina | 8 068 m |      |
| 12. | Broad Peak    | Pakistan/Kina | 8 047 m |      |
| 13. | Gasherbrum II | Pakistan/Kina | 8 035 m |      |
| 14. | Shisha Pangma | Nepal/Tibet   | 8 013 m |      |

### Kontinenternas högsta berg
Det tvistas en hel del om hur kontinenterna och världsdelarna är uppdelade geografiskt och vad som hör till vad här på jorden. Därför är listan som följer inte allmänt accepterad, dock är det den lista som Guinness rekordbok satt.
| Kontinent   | Berg                            | Land        | Höjd    |  |
| ----------- | ------------------------------- | ----------- | ------- |  |
| Afrika      | Kilimanjaro                     | Tanzania    | 5 895 m |  |
| Antarktis   | Vinson Massif                   | Antarktis   | 4 897 m |  |
| Asien       | Mount Everest                   | Nepal/Tibet | 8 848 m |  |
| Europa      | Elbrus                          | Ryssland    | 5 642 m |  |
| Nordamerika | Denali                          | Alaska      | 6 194 m |  |
| Oceanien    | Puncak Jaya (Carstensz Pyramid) | Indonesien  | 4 884 m |  |
| Sydamerika  | Aconcagua                       | Argentina   | 6 962 m |  |